# Thomas Abbt
Thomas Abbt, né le 25 novembre 1738 à Ulm et mort le 3 novembre 1766 à Bückeburg, est un mathématicien, philosophe et écrivain allemand.

## Biographie
Abbt étudie la théologie, la philosophie et les mathématiques à l’université de Halle. En 1760, il est nommé professeur de philosophie à l’université de Francfort-sur-l'Oder, puis de mathématiques à Rinteln, en Westphalie. 
Lors d'un séjour à Berlin, il avait fait la connaissance de Friedrich Nicolai, et fut bientôt un assidu de la Société de Mercredi de ce penseur des Lumières. Il se lia également d'amitié avec Moses Mendelssohn. Il était l'un des rédacteurs des lettres relatives à la littérature parues à Berlin en 24 livraisons de 1733 à 1765, et signait B*. Au retour d'un séjour d'une année en France, il passa par Ferney pour rencontrer Voltaire. Il fut l'un des représentants les plus caractéristiques des tendances illuministes de son époque.

## Œuvres
- (de) Correspondenzen mit Mendelssohn und Nicolai
- (de) Gedanken von der Einrichtung der ersten Studien eines jungen Herrn von Stand (1765)
- (de) Fragmente der portugiesischen Geschichte
- (de) Über die Freundschaften der Frauenzimmer
- (de) Untersuchung, ob Gott selbst Moses begraben habe (1757)
- (de) Vom Einflusse des Schönen auf die strengeren Wissenschaften
- (de) Vom Tode für das Vaterland (1761)
- (de) Vom Verdienste (1765)
- (de) Von der Gewißheit in sinnlichen, theoretischen und moralischen Wahrheiten